# Titulcia
Titulcia est une commune de la communauté de Madrid, en Espagne. Cette municipalité appartient au comarque de Las Vegas. Titulcia compte 1 184 habitants ainsi qu'une superficie de 9,9 km2 et se situe à 39 km de Madrid. Le lieu est probablement habité depuis la Protohistoire, à en juger d'après quelques découvertes archéologiques, et se situe près de la confluence des rivières Jarama et Tajuña.

## Géographie
Le centre de Titulcia se situe sur des sols calcaires et la partie basse quant à elle du village se trouve sur des terrasses fluviales d'anciennes rivières du tertiaire. Le sol du village est bordé par des plaines fertiles issues de dépôts du quaternaire, le canal dénommé Cacera de la Vega séparant le village de manière physique par rapport aux plaines.
En ce qui concerne le climat de Titulcia, il s'agit d'un climat méditerranéen continental, puisque, se situant à l'intérieur de la péninsule, il est conditionné par de forts contrastes de températures entre l'été et l'hiver.

## Histoire
La ville a eu une possible origine romaine car elle se situait sur l'ancienne route militaire allant d'Emerita Augusta à Caesaraugusta (aujourd'hui Saragosse). Avec l'arrivée des Arabes en Espagne, la ville est rasée. Elle fut reconstruite lors de la Reconquista et prend par la suite le nom de Bayonne vers 1208.
Sa position stratégique lui vaut d'être occupée par les Français pendant les Guerres napoléoniennes, qui la possédèrent jusqu'en 1814. Après la défaite des Français, la ville est récupérée et elle reprend son nom d'origine devant l'insistance du roi Ferdinand VII.
La ville est à nouveau détruite, pour la cinquième fois de son histoire, pendant la guerre civile espagnole, période pendant laquelle elle fut le quartier général des forces républicaines.

## Culture et patrimoine

### Patrimoine
- L'église Sainte-Marie Madeleine date du XVIe siècle. De nombreuses peintures sont présentes à l'intérieur de l'édifice.
- La Cueva de la Luna est grotte qui fut construite sur demande du cardinal Cisneros, selon les archives de Tolède. Une hypothèse la rattache aux chevaliers de l'ordre du Temple et une rumeur fait état de phénomènes paranormales qui se succèderaient à l'intérieur de la grotte.
- Le Parque Regional del Sureste est en partie à l'intérieur des limites municipales de Titulcia.
- Les fouilles des ruines romaines ont permis de mettre au jour en octobre 2009 un objet datant de vingt-cinq siècles dénommé la Medusa de Titulcia[1].

### Manifestations culturelles
- Fiesta del día del Hornazo
- Fiesta de la Virgen del Rosario

## Administration

### Enseignement et éducation
Titulcia possède une école maternelle (publique) et un établissement public pour l'enseignement primaire et secondaire.